# Charles Goldfarb
Charles F. Goldfarb es un ingeniero estadounidense. Es conocido principalmente por desarrollar el lenguaje Standard Generalized Markup Language (SGML), y ser el precursor del lenguaje HTML y la World Wide Web, siendo que HTML fue, hasta antes de la versión 5, una aplicación de SGML. He co-inventó el concepto de los lenguajes de marcado.
En 1969, Charles Goldfarb lideró un pequeño equipo en IBM, que desarrolló el primer lenguaje de marcado, llamado Generalized Markup Language, o GML. Goldfarb acuñó el término GML, unas siglas cuyas letras son las iniciales de los tres investigadores que trabajaron en el proyecto: Charles Goldfarb, Ed Mosher y Ray Lorie.
En 1974, diseñó SGML y también escribió el primer parser para el lenguaje, ARCSGML. Goldfarb se dedicó a conseguir que SGML fuera un estándar, ISO 8879, y se desempeñó como editor en el comité de estandarización.